# مانیندرا آگراوال
مانیندرا آگراوال (انگلیسی: Manindra Agrawal؛ زادهٔ ۲۰ مهٔ ۱۹۶۶) دانشمند در زمینه نظریه اعداد اهل هند است.
وی همچنین برندهٔ جوایزی همچون جایزه گودل شده‌است.